# Alejandro Maldonado
Alejandro Alberto Maldonado (Mar del Plata, Argentina, 7 de marzo de 1977) es un deportista argentino corredor en silla de ruedas - Categoría T54.

## Biografía
Nació el 7 de marzo de 1976']
, con una discapacidad conocida como artrogrifosis, la que hizo que desde muy pequeño iniciara la rehabilitación en el Instituto de Rehabilitación Psicofísica del Sur (ex CERENIL) lo que progresivamente le posibilitó acercarse a la actividad deportiva en la que hoy se destaca, el Maratón en Silla de Ruedas.
Todo comenzó como un juego, como un rato de diversión en la institución, que le permitía mejorar día a día contando con su enorme fuerza de voluntad y el apoyo de su familia.
En dicha institución, Alejandro fue intervenido quirúrgicamente, por un equipo médico de altísima calidad, con especialistas reconocidos internacionalmente por su prestigio. Como consecuencia de dichas intervenciones, realizó la rehabilitación pertinente, siendo el deporte parte de esa rehabilitación.
Allí fue donde conoció al que se convirtió en su primer entrenador, Miguel Miranda, que durante doce años lo llevó a lo más alto del podio, acompañándolo en su proceso de crecimiento como persona y como deportista. Paralelo a su desarrollo deportivo, concurrió a la escuela 501 que funciona en el edificio del Instituto y que brinda el servicio educativo a los niños y jóvenes que permanecen internados allí.
Así llegó la primera competencia, la primera medalla fruto de una carrera de 50 metros, a los 13 años. Y fueron llegando más…
Las sorpresas de la vida lo hicieron conocer en 1996 al Sr. Mario Rascado, gerente de una importante firma de iluminación de la ciudad de Mar del Plata, quien muy interesado por la actividad de Alejandro, le ofreció de corazón su apoyo para mejorar el nivel de su rendimiento, dándole a la vez la posibilidad de viajar a numerosos puntos del país y del mundo, desplegando así su habilidad y su destreza para destacarse entre los mejores de su categoría.
El cuadro es de aluminio con titanium, de la silla de ruedas que posee, hecho a la medida del atleta. Modelo 2007-2008, le permite a Alejandro entrenar seis días a la semana desde muy temprano (doble turno, mañana y tarde) con su silla recorriendo las calles de su ciudad Mar del Plata y las rutas aledañas, con un plan intensivo formulado por su entrenador, Marcelo Rodríguez. 
A su vez concurre al gimnasio dos veces por semana para mantener su estado físico en óptimas condiciones.
Generalmente los domingo corre torneos nacionales e internacionales, también maratones importantes que se desarrollan en el país.
Pasados los años de escolaridad primaria, Alejandro comienza a concurrir al Centro de Formación Laboral, aprendiendo el oficio de Zapatero, actividad que desarrolló como emprendimiento laboral durante cuatro años. Pero el deporte fue más.
Así llegó la primera competencia, la primera medalla fruto de una carrera de 50 metros, a los 13 años. Y fueron llegando más.
Hasta que las sorpresas de la vida lo hicieron conocer en 1996 al Sr. Mario Rascado, gerente de una importante firma de iluminación de la ciudad de Mar del Plata llamada CASA BLANCO, quien muy interesado por la actividad de Alejandro, le ofreció de corazón un apoyo para mejorar el nivel de su rendimiento, dándole a la vez la posibilidad de viajar a numerosos puntos del país y del mundo, desplegando así su habilidad y su destreza para destacarse entre los mejores de su categoría.
El Instituto de Rehabilitación, viendo la capacidad deportiva y humana de Alejandro, le posibilitó tener su primera silla de competición, con la que representó a la institución y a la ciudad; en el año [1994 tuvo la oportunidad de estar en el primer Mundial de Atletismo en Silla de Ruedas en Berlín, Alemania, con la primera silla, y después vinieron otras dos más que fueron mejores en la medida que mejoraba el rendimiento de Alejandro.
Pero a medida que pasó el tiempo, se fueron acercando otras firmas para apoyar a este deportista, como el caso del Sr. Ricardo de la Plaza, de MEDISUR, una importante ortopedia de Mar del Plata.

## Primeros Logros y Participaciones Deportivas

### Participaciones Deportivas
En el año 1999 conoce en la Maratón de Nueva York al conductor y productor de televisión Marcelo Tinelli, que sigue sus pasos al participar año a año en la Maratón de Bolívar, de la que es el ganador consecutivamente hasta este momento.
En el año 2004 y a raíz de participar de la Maratón de la Fundación Ñandú, conoce al presidente de la firma Ona Saez, Carlos Saez, (miembro de la mencionada fundación) que actualmente también le brinda su apoyo.
En el mismo año durante un evento realizado por la Fundación Ideas de Sur conoce a la señora Carlota de Meta, empresaria del Banco Industrial, quien se ofrece en apoyo de la carrera de Alejandro.
Gracias a su generoso aporte y el de su empresa, junto a la Fundación Ideas de Sur, es que se logra acceder a la valiosa silla de competición que actualmente usa.
Como meta más próxima, se encuentra entrenando para los Panamericanos de Río de Janeiro a disputarse del 2 al 19 de agosto, y después seguir entrenando para participar de las maratones más importantes de nuestro país y a futuro participar de los Juegos Paralímpicos China 2008.
Cabe destacar que Alejandro fue designado Embajador Turístico de Mérito por el Ente Municipal de Turismo de General Pueyrredón durante su participación en los Juegos Paralímpicos Atenas 2004, y es atleta federado a Fadesir, Federación Argentina de Deportes en Silla de Ruedas desde 1993.
Pero muchas cosas forman parte de la vida de un deportista, y la más importante es su entrenamiento y su preparación física.
Alejandro entrena seis días a la semana desde muy temprano (doble turno, mañana y tarde) con su silla recorriendo las calles y las rutas aledañas a su ciudad, con un plan intensivo formulado por su entrenador, Marcelo Rodríguez; a su vez concurre al gimnasio dos veces por semana para mantener su estado físico en óptimas condiciones.
En 2010 recibió el Premio Konex Diplomas al Mérito como uno de los 5 mejores deportistas paralímpicos de la década en Argentina.

### Logros Deportivos
Participó del Maratón Internacional de Oita, Japón, como único atleta invitado. Entre 600 atletas sus marcas fueron:
1995: Puesto N° 29
1996: Puesto N° 6
1997: Puesto N° 6
1998: Puesto N° 3
1999: Puesto N° 6
[Maratón Internacional de Nueva York, año 1999.
Participó Campeonato Mundial de Alemania en 1994.
[:Participó Campeonato Mundial de Inglaterra en 1994.
[:Representante en los Juegos Paralímpicos Atenas 2004.
Ganador Maratón de Bolívar durante 6 años consecutivos.
[Ganador de las Fiestas Mayas años: 1996-1997-1998-1999-2000-2001-2003-2004-2005-2006.
[:Ganador Maratón A Pampa Traviesa 2005 con récord argentino, 1 hora 49 minutos y año 2006 con 1 h 39 min, bajando su propio récord.
[:Ganador Maratón de Reconquista Pcia. De Santa Fe 2005, marca oficial 22 min 43 s y 2006 con 23 min
Ganador Maratón Stramilano a Mar del Plata 2005, marca oficial 54 min
Ganador Maratón de los Soldados edición 2006
Ganador Maratón de la Fundación Cardiovascular 2006
Ganador Maratón de Nike 2005 y 2006
Ganador de la maratón Rotary Club año 2006
Torneo clasificatorio para el Mundial de Holanda, en la prueba en pista 1500, 5000 y 10000 m, por debajo de las marcas mínimas
Torneo Internacional de San Pablo, Brasil
Ganador del Maratón de Speedo 2006
Ganador del Maratón de los Casineros 2006 Mar del Plata
Ganador del Maratón de Reebock 2005 y 2006
Inauguró los Primeros Juegos Patagónicos para personas con discapacidad, encendiendo la llama olímpica
Maratón Internacional de Nueva York, año 2006. Puesto Nº 15